# Municipio de Leicester (Nebraska)
El municipio de Leicester (en inglés: Leicester Township) es un municipio ubicado en el condado de Clay en el estado estadounidense de Nebraska. En el año 2010 tenía una población de 338 habitantes y una densidad poblacional de 3,67 personas por km².

## Geografía
El municipio de Leicester se encuentra ubicado en las coordenadas 40°39′42″N 98°12′43″O / 40.66167, -98.21194. Según la Oficina del Censo de los Estados Unidos, el municipio tiene una superficie total de 92.17 km², de la cual 92,01 km² corresponden a tierra firme y (0,17 %) 0,16 km² es agua.

## Demografía
Según el censo de 2010, había 338 personas residiendo en el municipio de Leicester. La densidad de población era de 3,67 hab./km². De los 338 habitantes, el municipio de Leicester estaba compuesto por el 95,86 % blancos, el 0,59 % eran afroamericanos, el 1,78 % eran de otras razas y el 1,78 % eran de una mezcla de razas. Del total de la población el 3,55 % eran hispanos o latinos de cualquier raza.